# Острів Белла

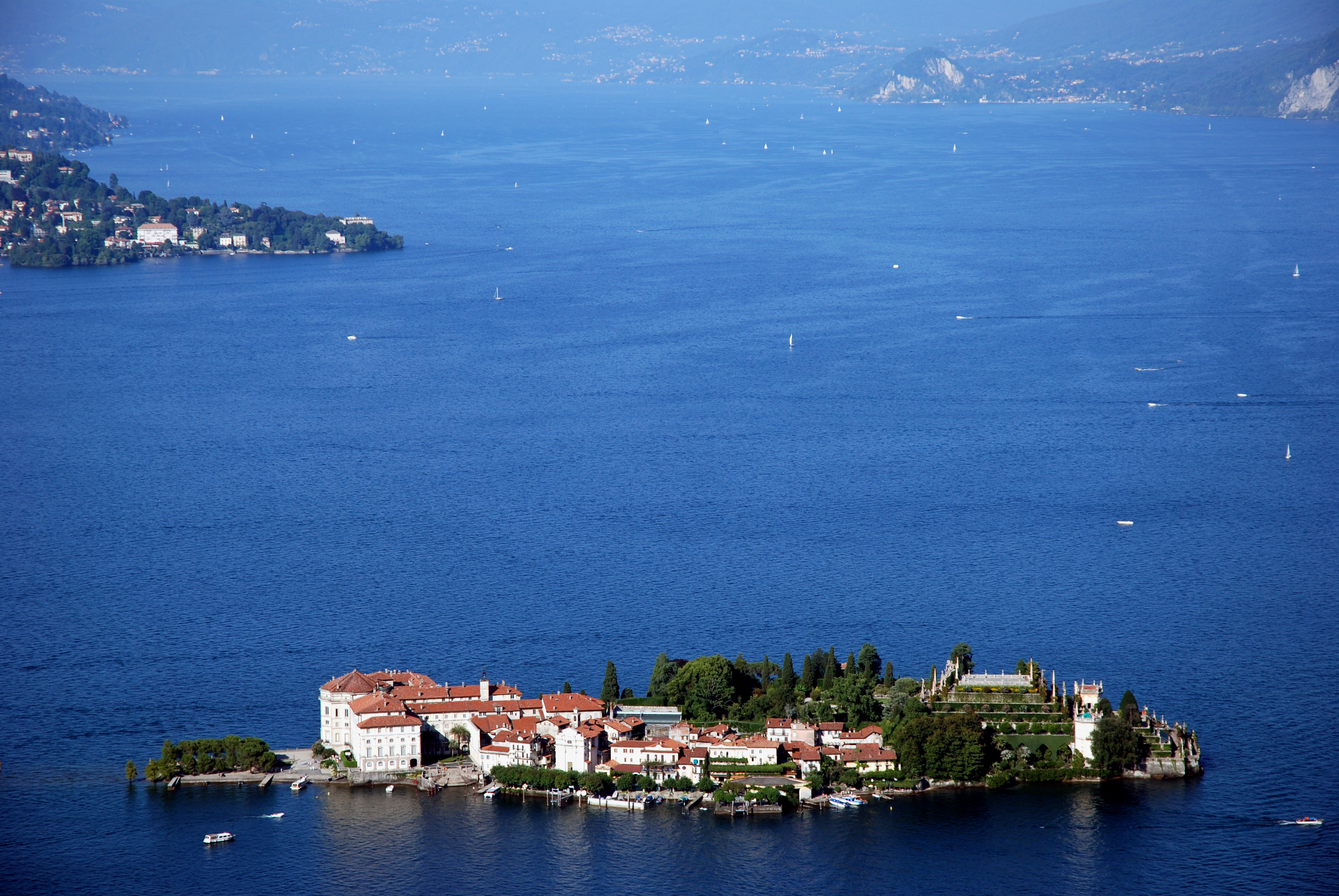
Острів Белла

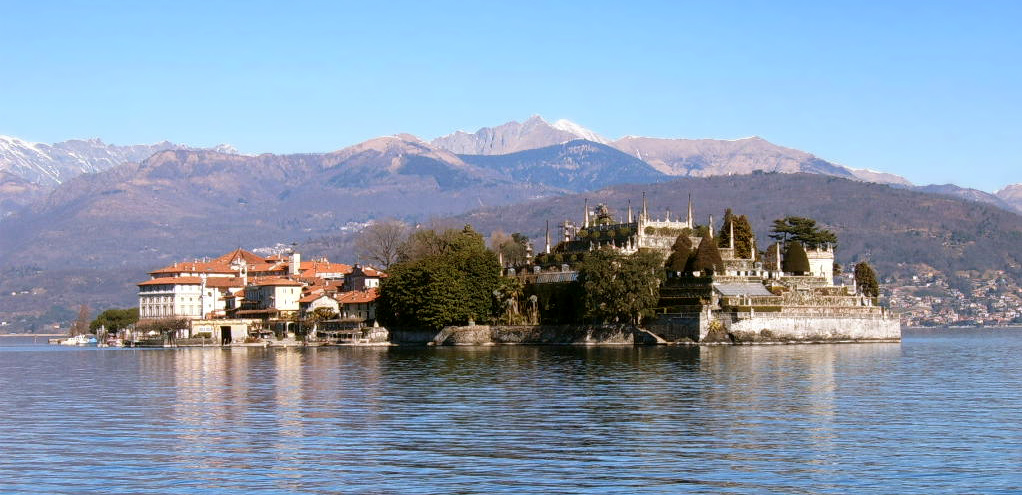
Острів Белла

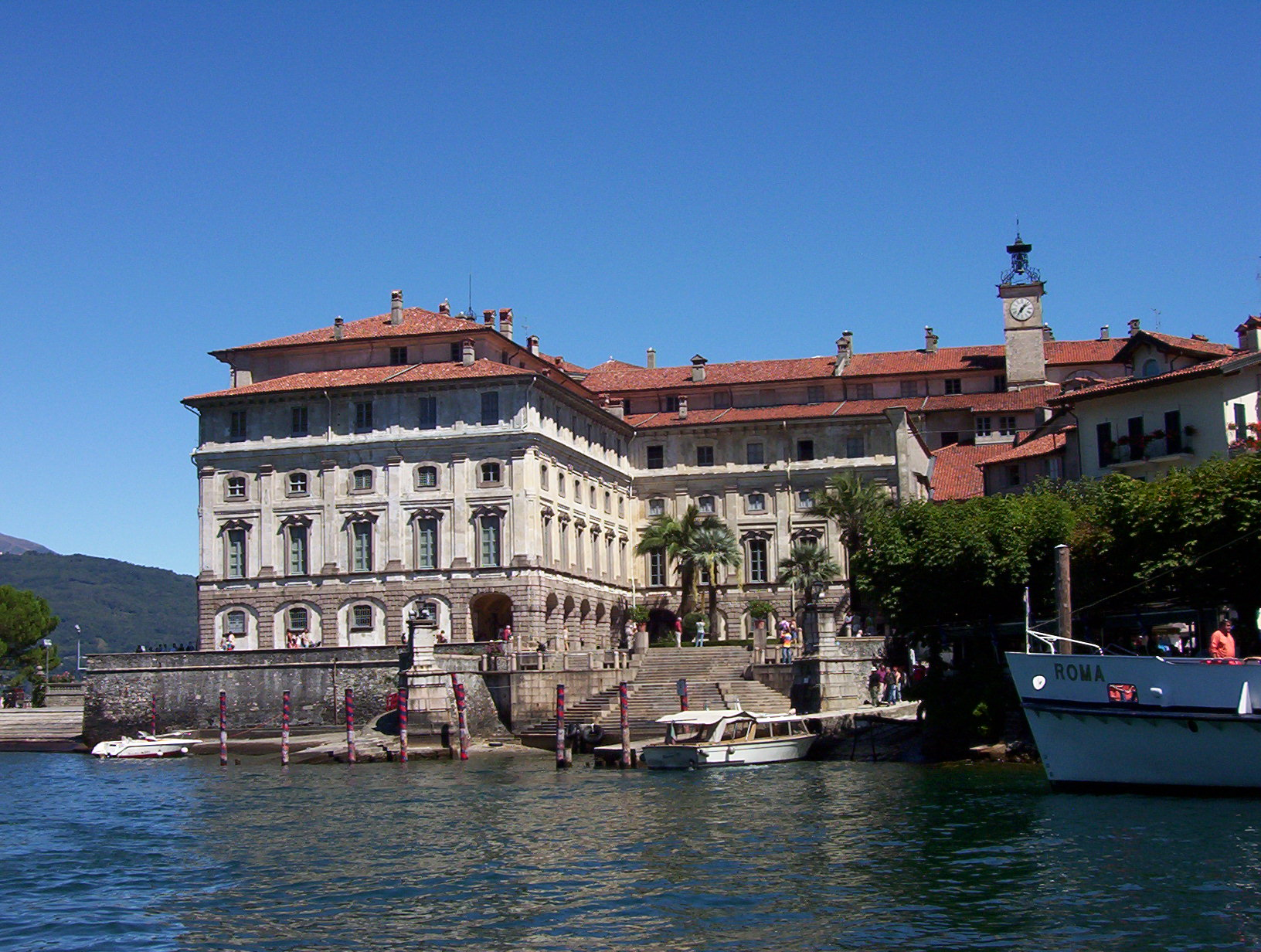
Палац Борромео

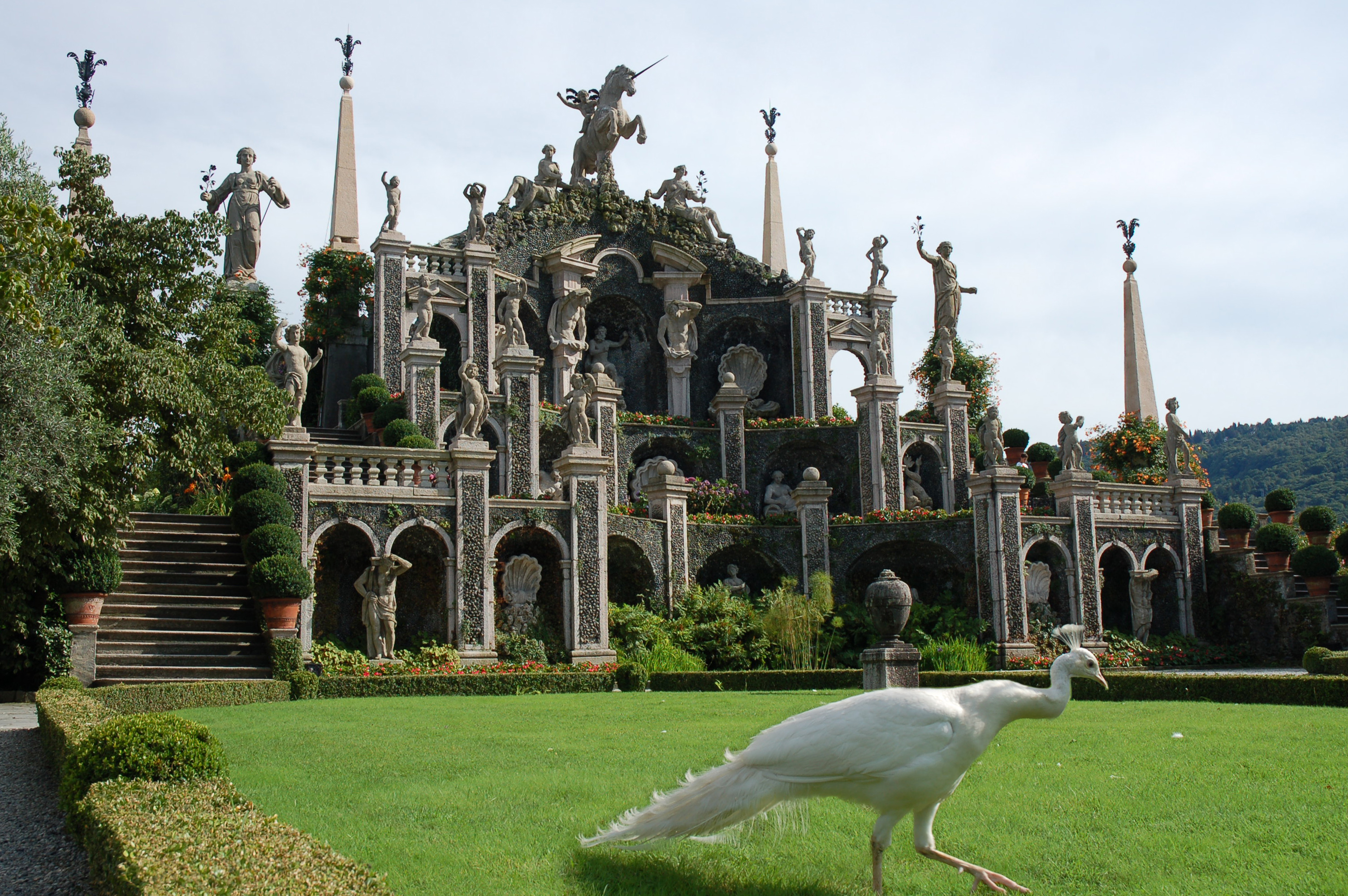
Isola Bella, belvedere

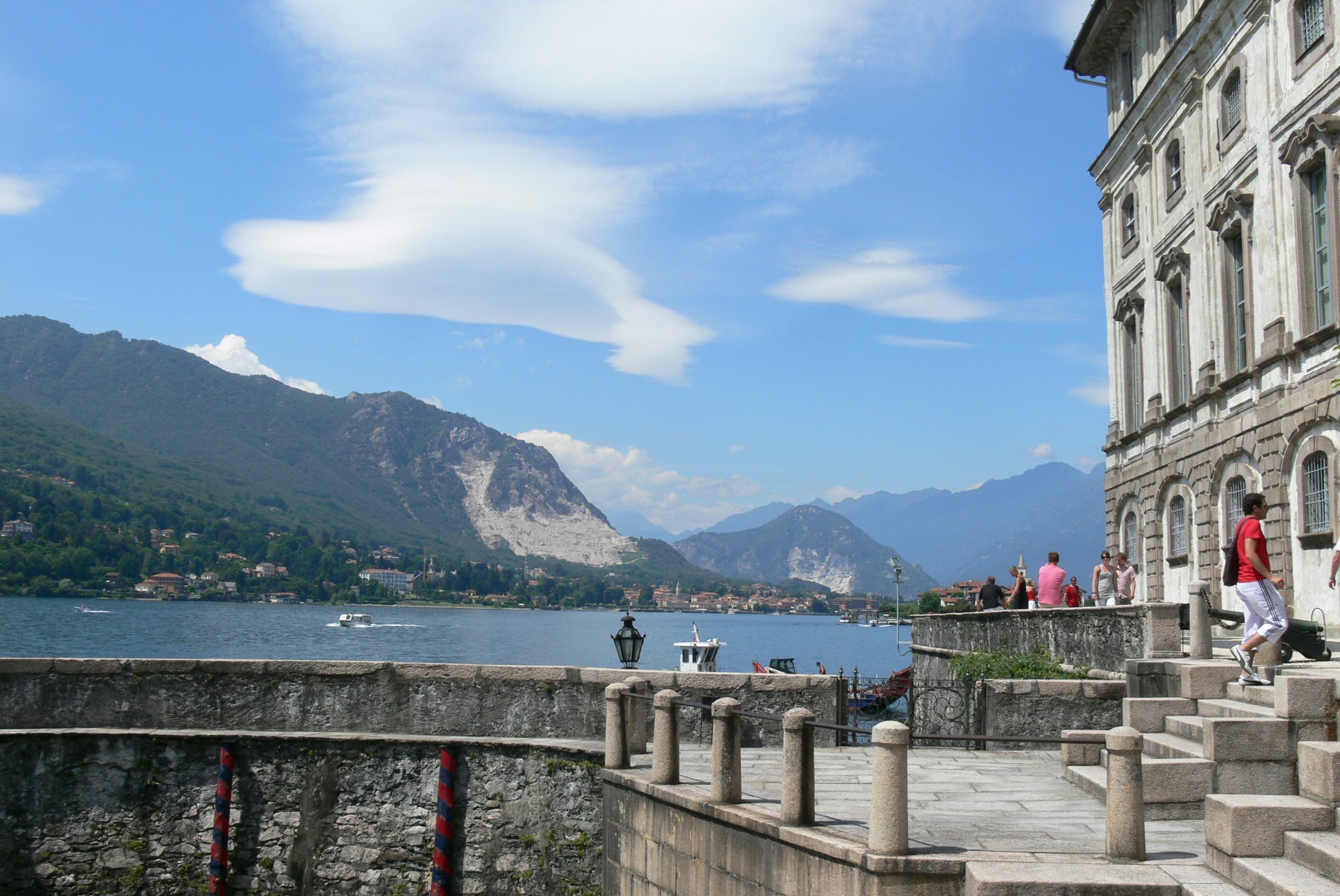
Вид на озеро Маджоре з Палацу Борромео, острів Белла

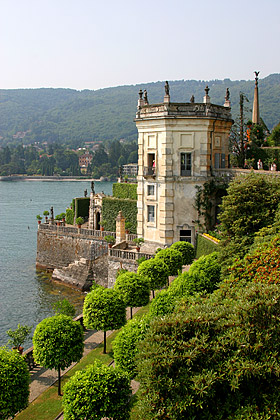
Stresa02

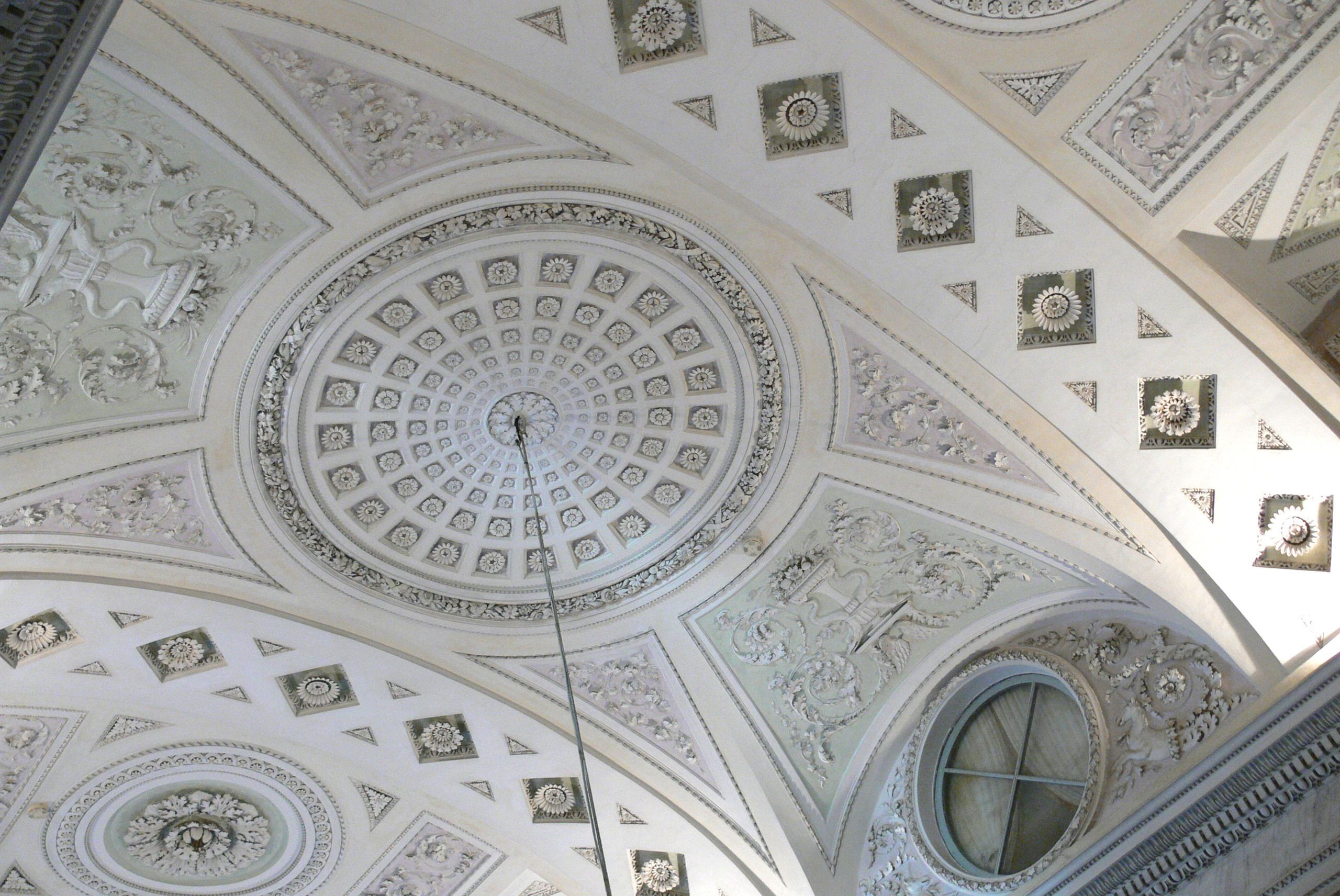
оздоблена стеля в Палаці Борромео

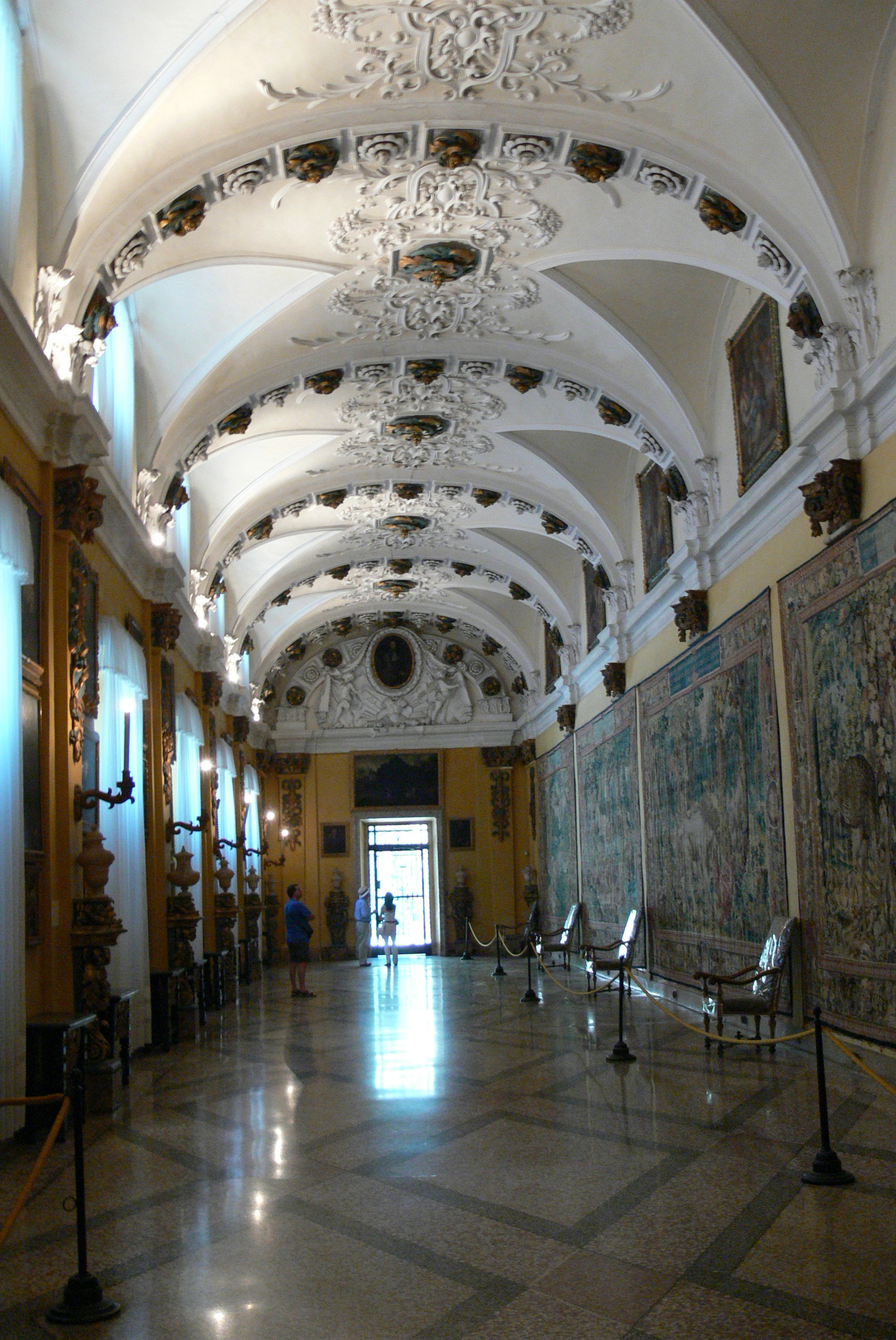
Острів Белла — кімната з гобеленами

Ізола-Белла (Острів Белла) належить до групи островів Борромео на озері Маджоре в Північній Італії. Розташований у затоці Борромео на відстані 400 м від узбережжя міста Стреза. Довжина — 320 м, ширина — 180 м. Тут розташований Палац Борромео та італійський сад.
Острів Белла — популярна туристична атракція з регулярним поромним сполученням (traghetto) зі Стрези, Лавено, Палланци та Інтри. Він частково приймає у себе щорічний фестиваль музики «Музичні тижні» (Settimane musicali), м. Стреза.

## Історія
До 1632 острів Белла, відомий під назвою «нижній острів» (Isola Inferiore, Isola Di Sotto), був лише кам'янистою скелею, де тіснилося малюсіньке рибальське село. Але в 1632 Карло III Борромео почав будівництво палацу, присвяченого його дружині, Ізабеллі д'Адда (Isabella D'Adda), від імені якої острів отримав свою назву. Він доручив роботу міланцю Анджело Крівеллі (Angelo Crivelli), який також відповідав за планування садів. Роботи були перервані близько середини століття, коли Міланське герцогство було вражене руйнівним спалахом чуми.
Будівництво відновилося, коли острів перейшов у власність синів Карло, кардинала Giberto III (1615—1672) і Vitaliano VI (1620—1690); останній, зокрема, за фінансової підтримки свого старшого брата залучив до завершення робіт міланського архітектора Карло Фонтана. Палац перетворився на місце проведення вишуканих бенкетів і театральних подій для шляхетних родин Європи.
Сади були відкриті для перших відвідувань в 1671 році. Завершальні роботи було здійснено його племінником Карло IV (1657—1734).
Острів досягнув найвищого рівня популярності в період Giberto V Борромео (1751—1837), коли гостями були Едуард Гіббон, Наполеон I Бонапарт і його дружина Жозефіна Богарне, Кароліна Брауншвейзька (принцеса Уельська). Кажуть, що Керолайн, закохавшись в це місце, хотіла викупити в сім'ї Борромео острів Мадре або Замки Каннеро. Її прохання було відхилене і вона купує «Літню Віллу» (Villa d'Este) на березі озера Комо в Черноббіо.

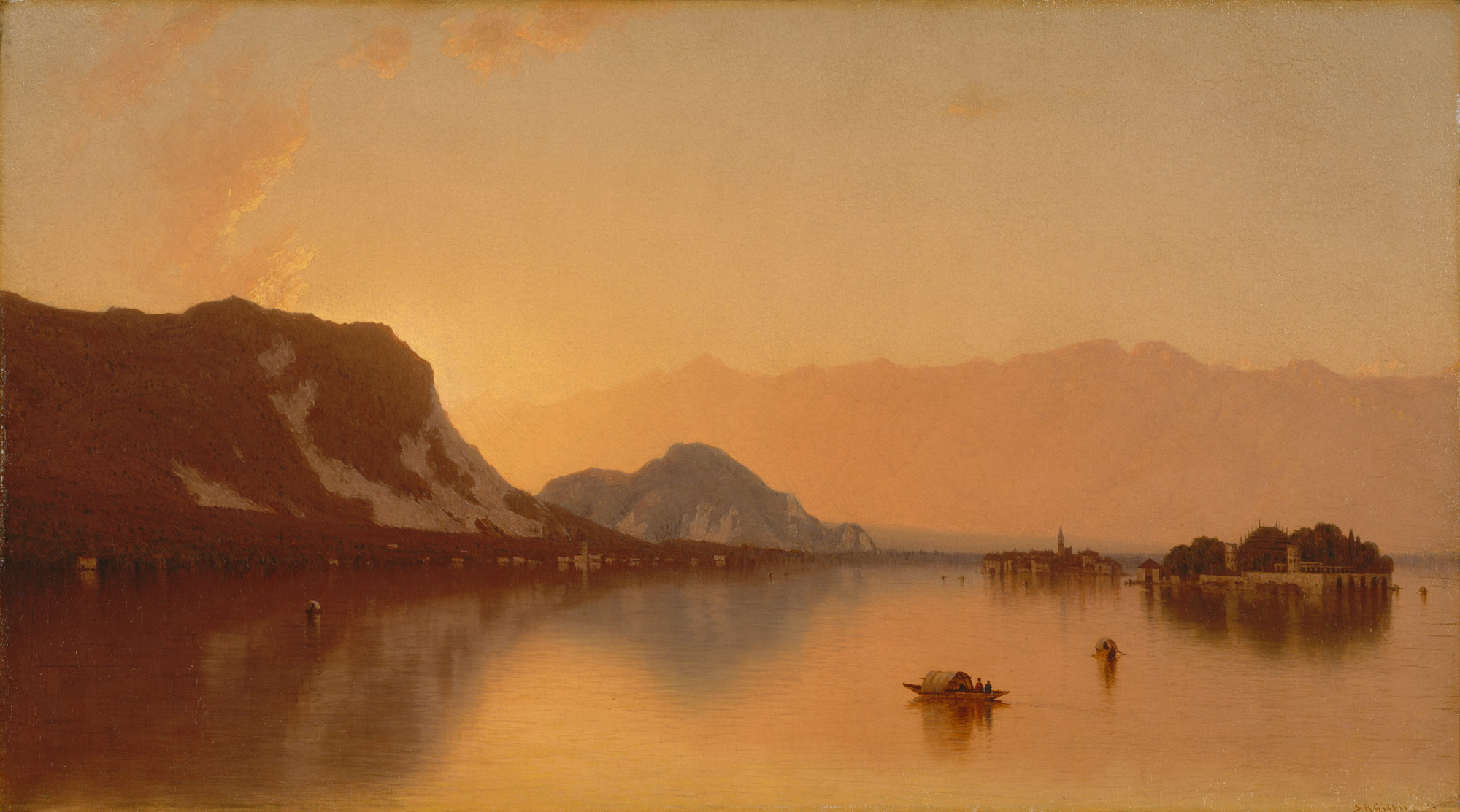
Isola Bella in Lake Maggiore
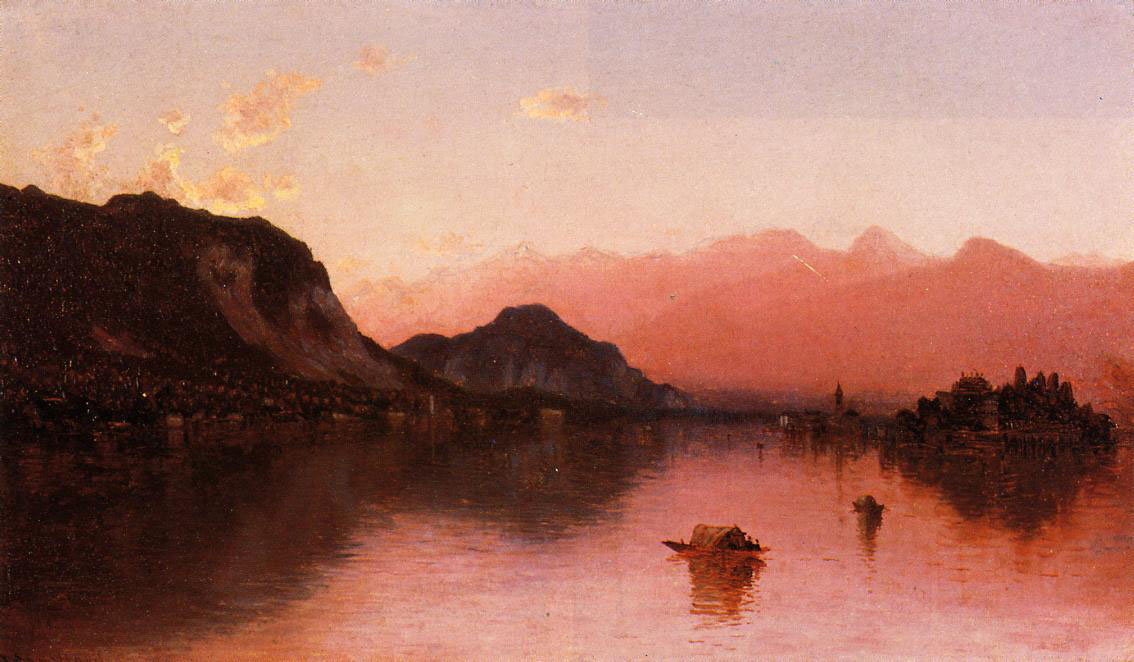
Isola Bella
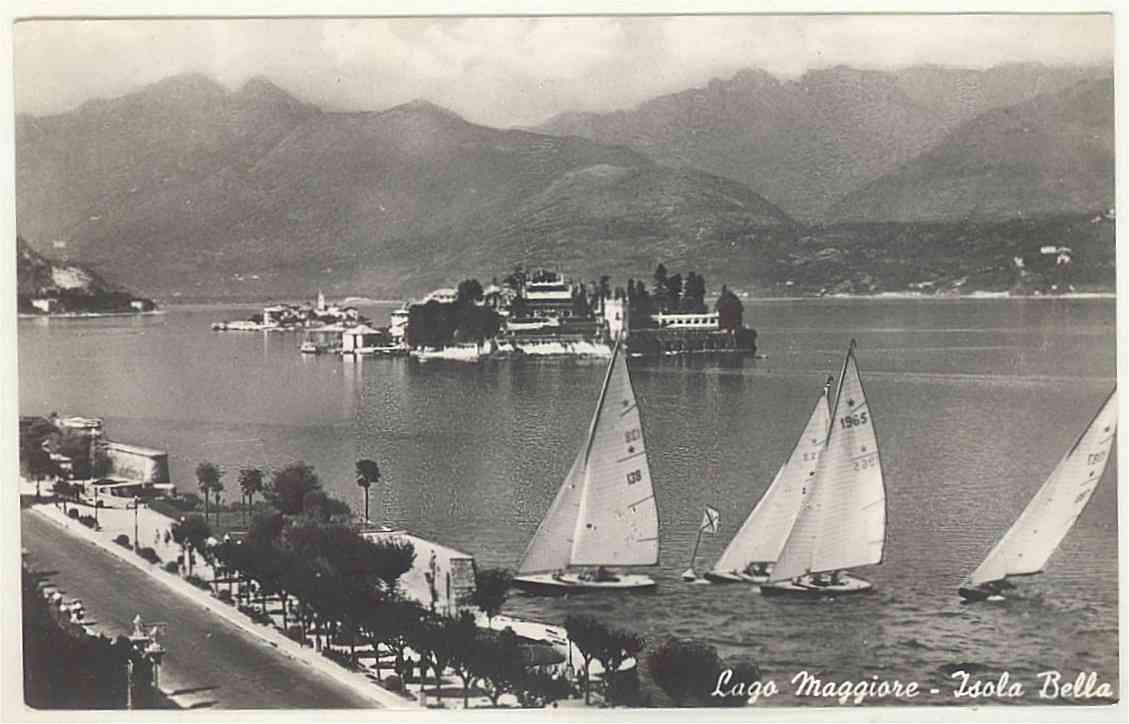
VB -Isola Bella-1954, Lago Maggiore

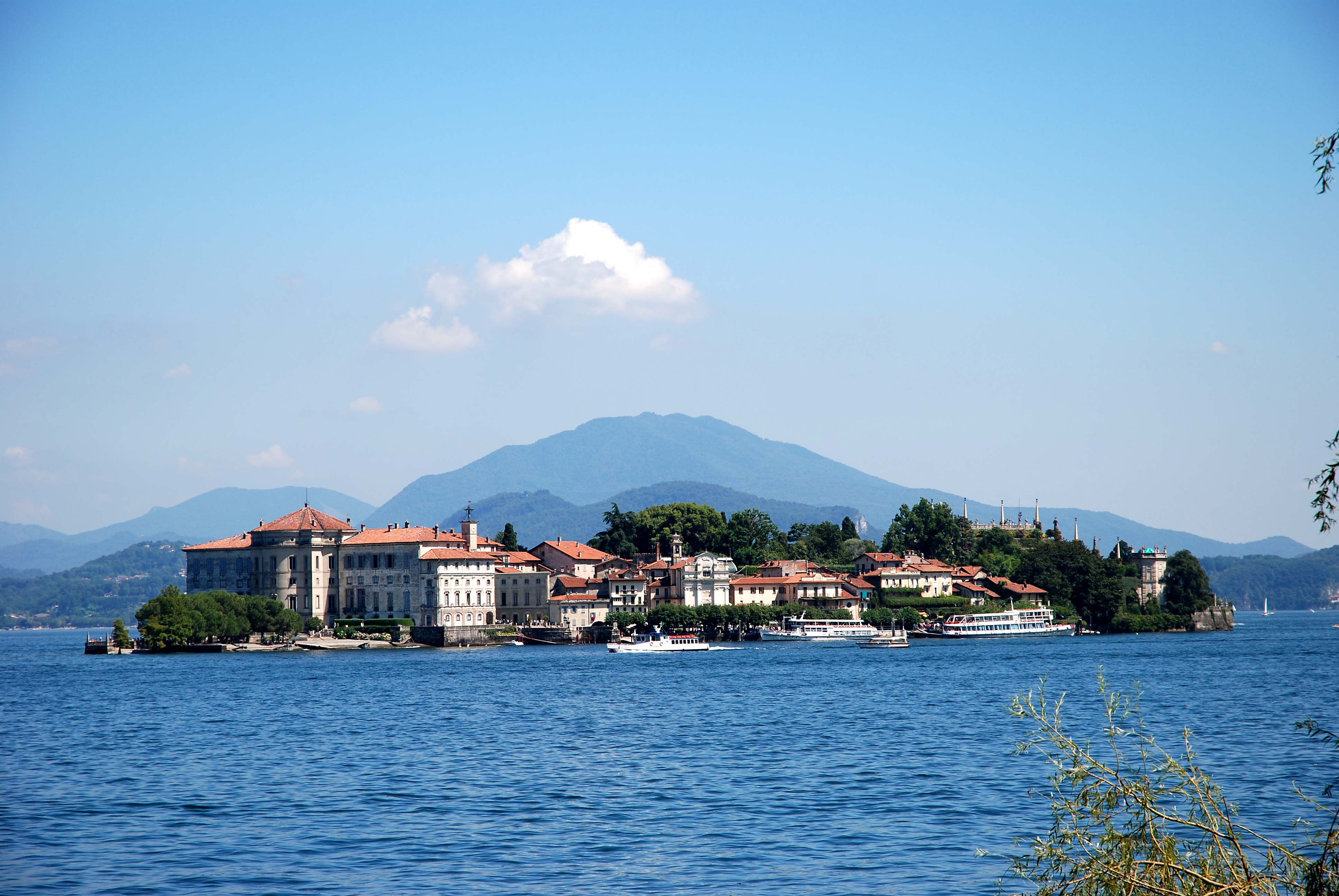
Lago-Maggiore
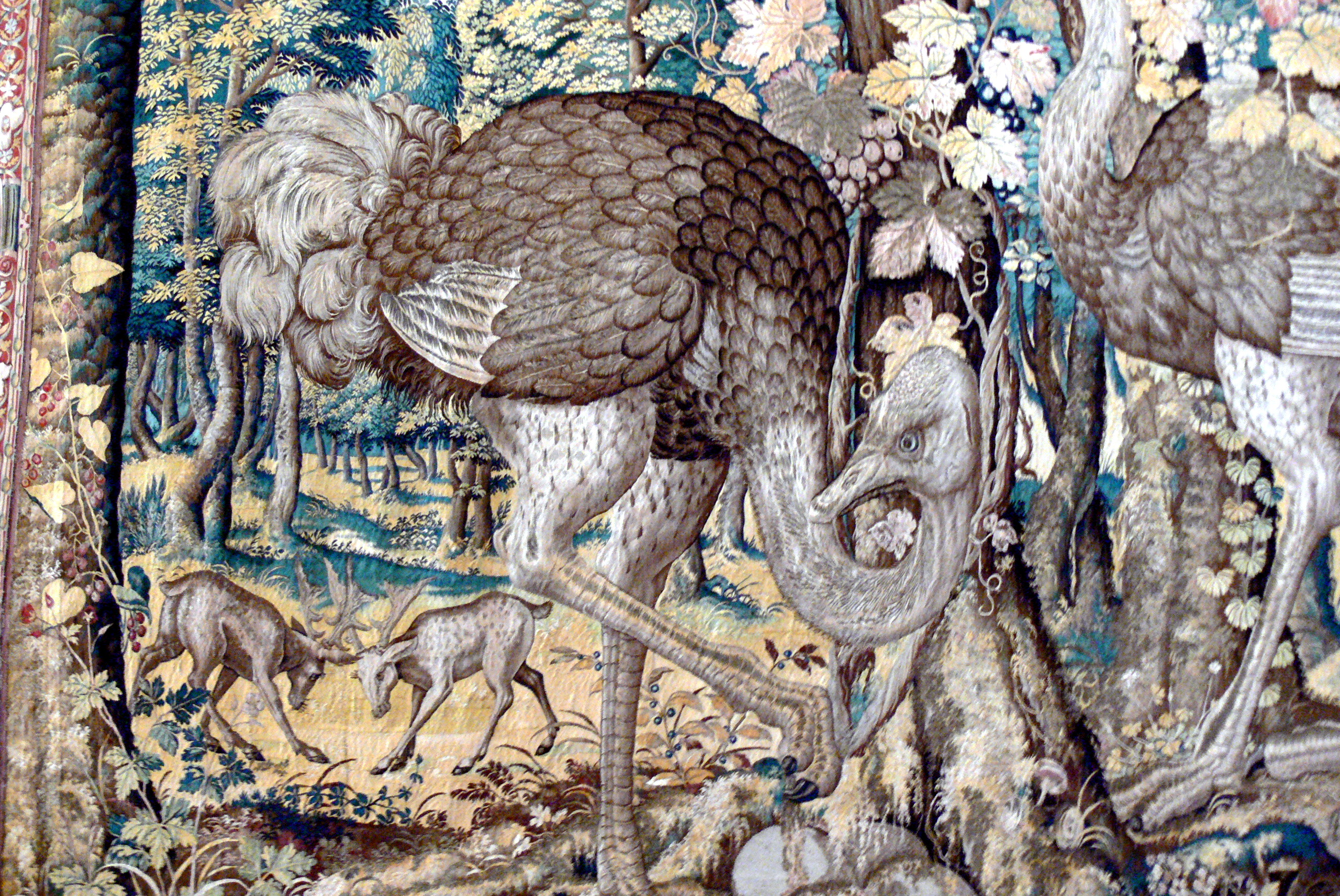
Гобелени
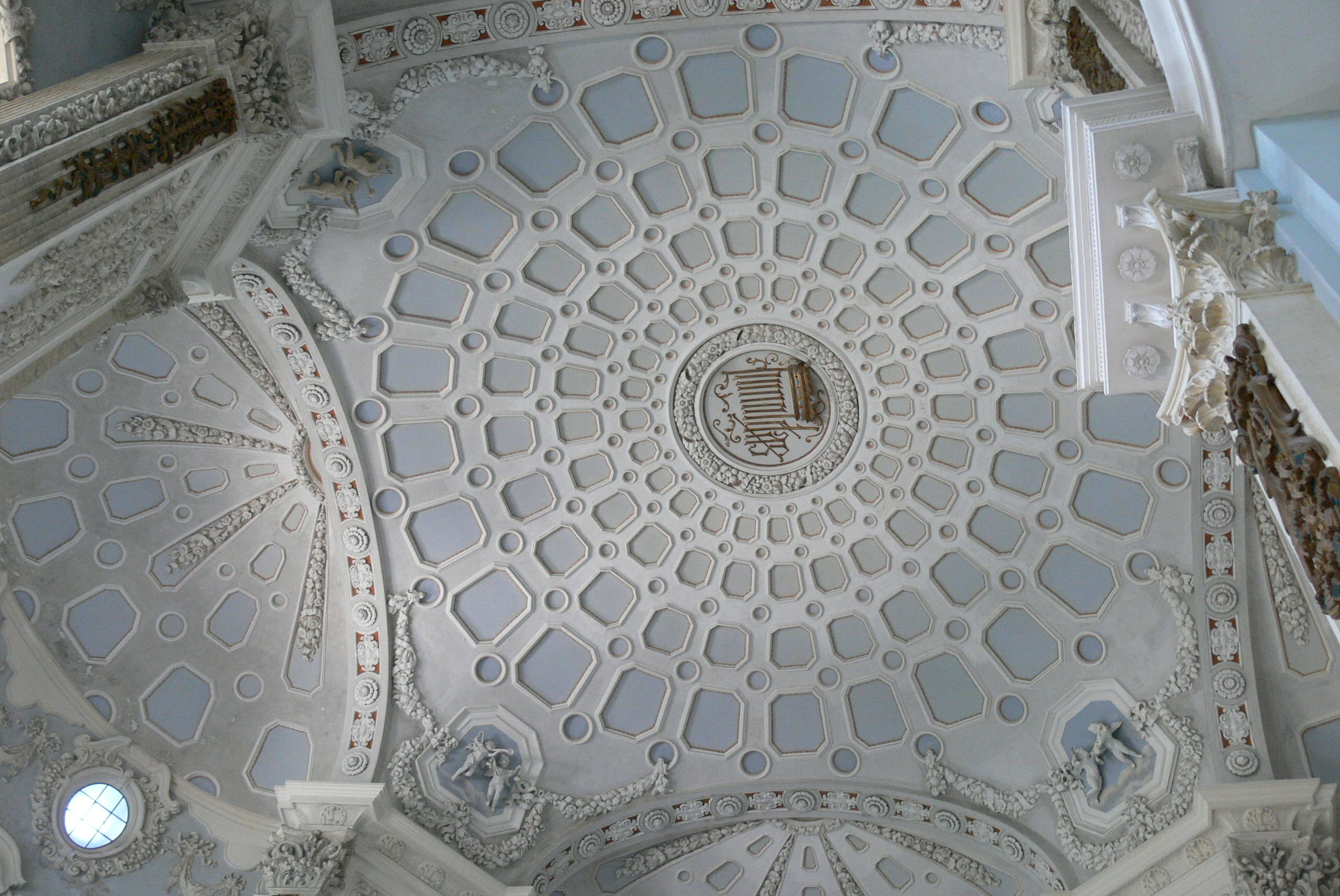
Салон у Палаці Борромео

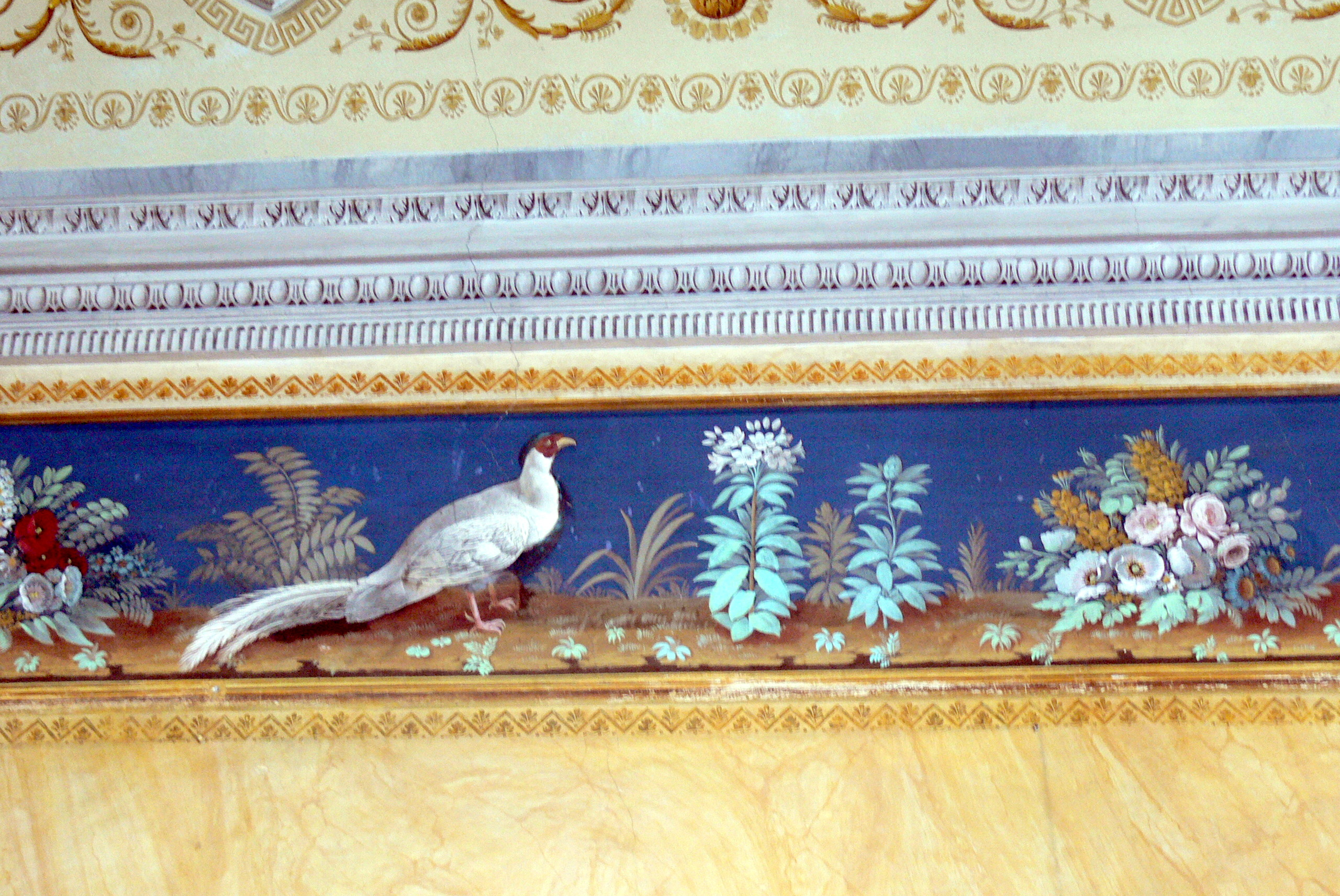
Неокласичні фрески в Палаці Борромео
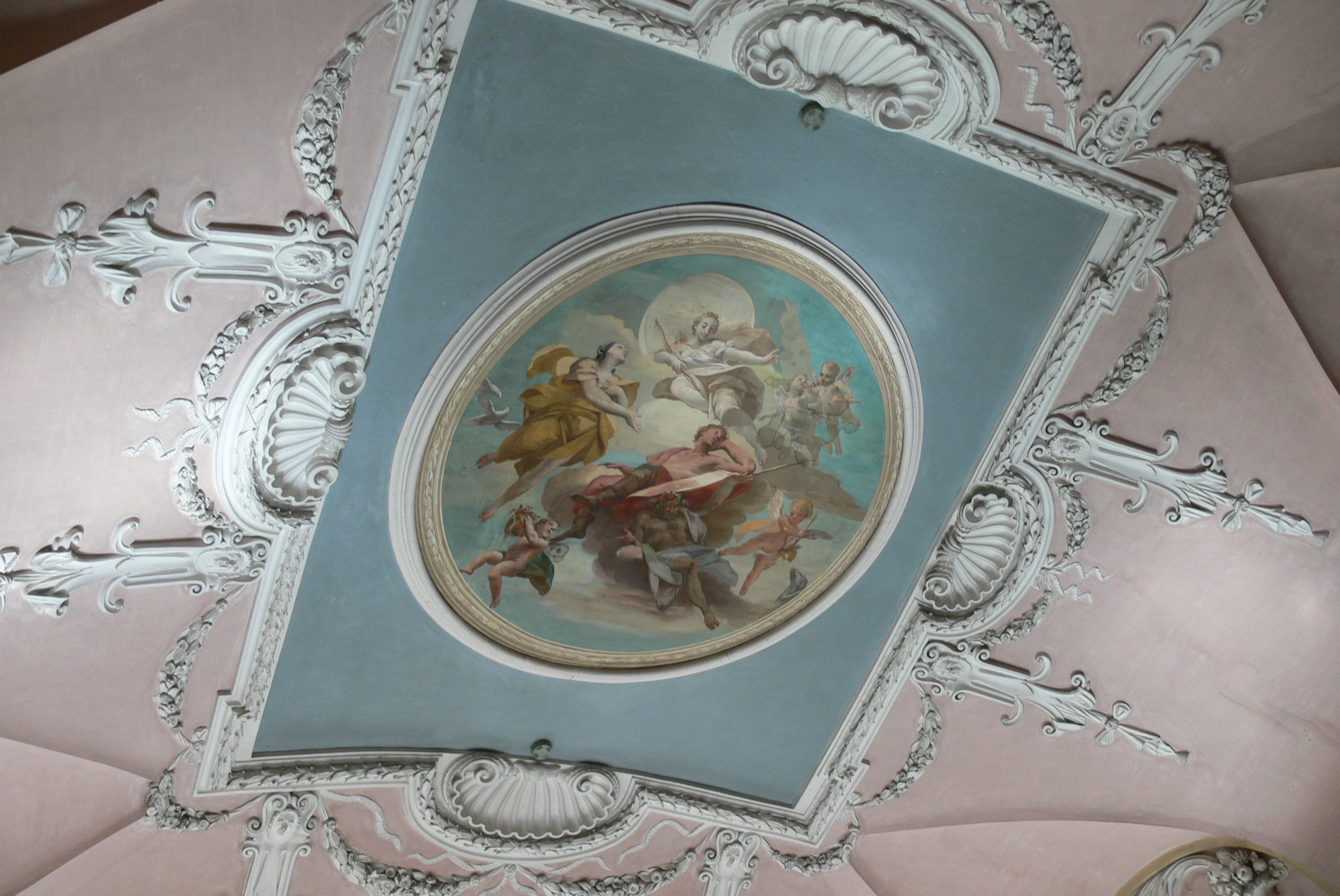
Палац Борромео: фреска на стелі.
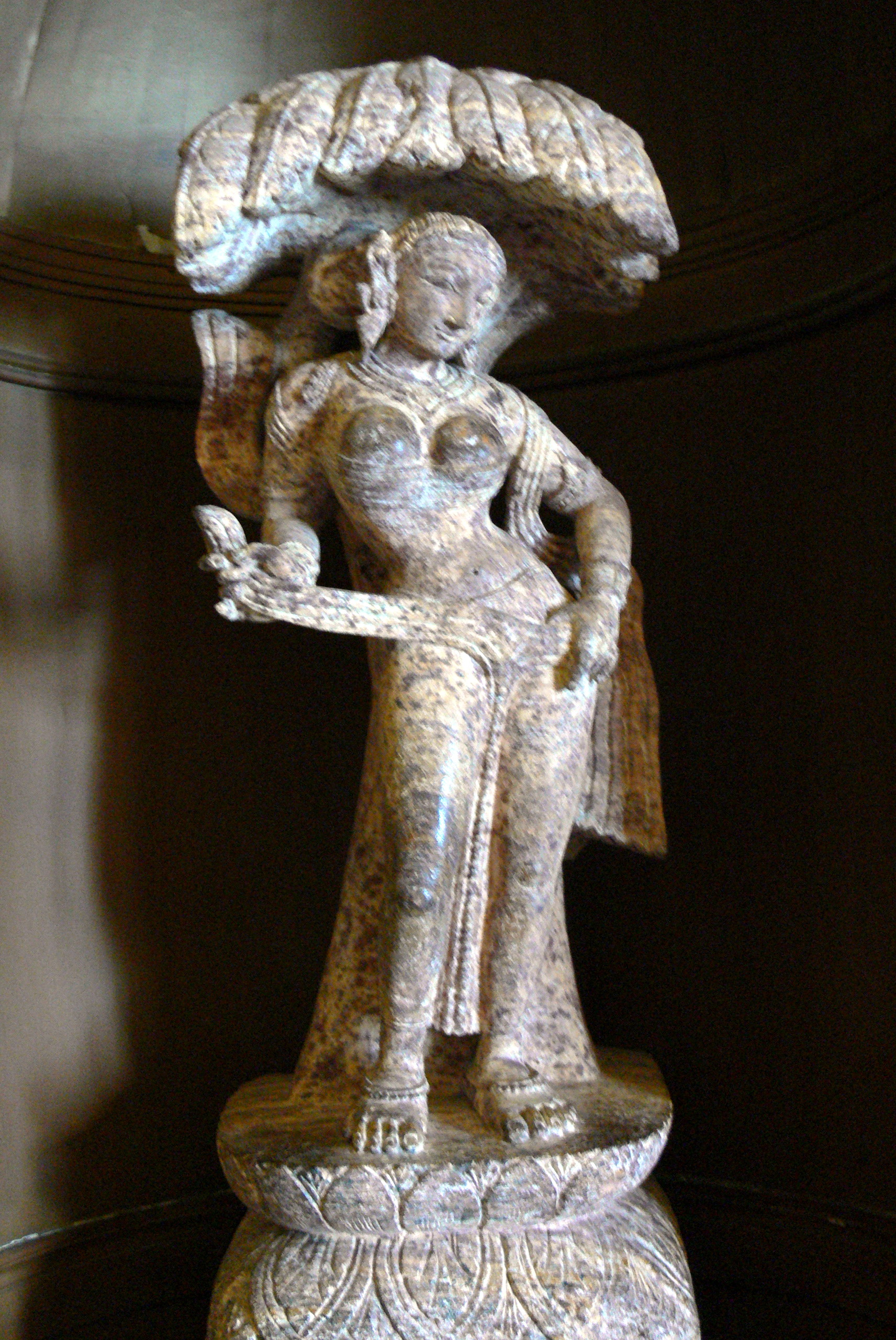
Палац Борромео: статуя апсари (X ст.) з Бхубанешвару (Бенгалія).

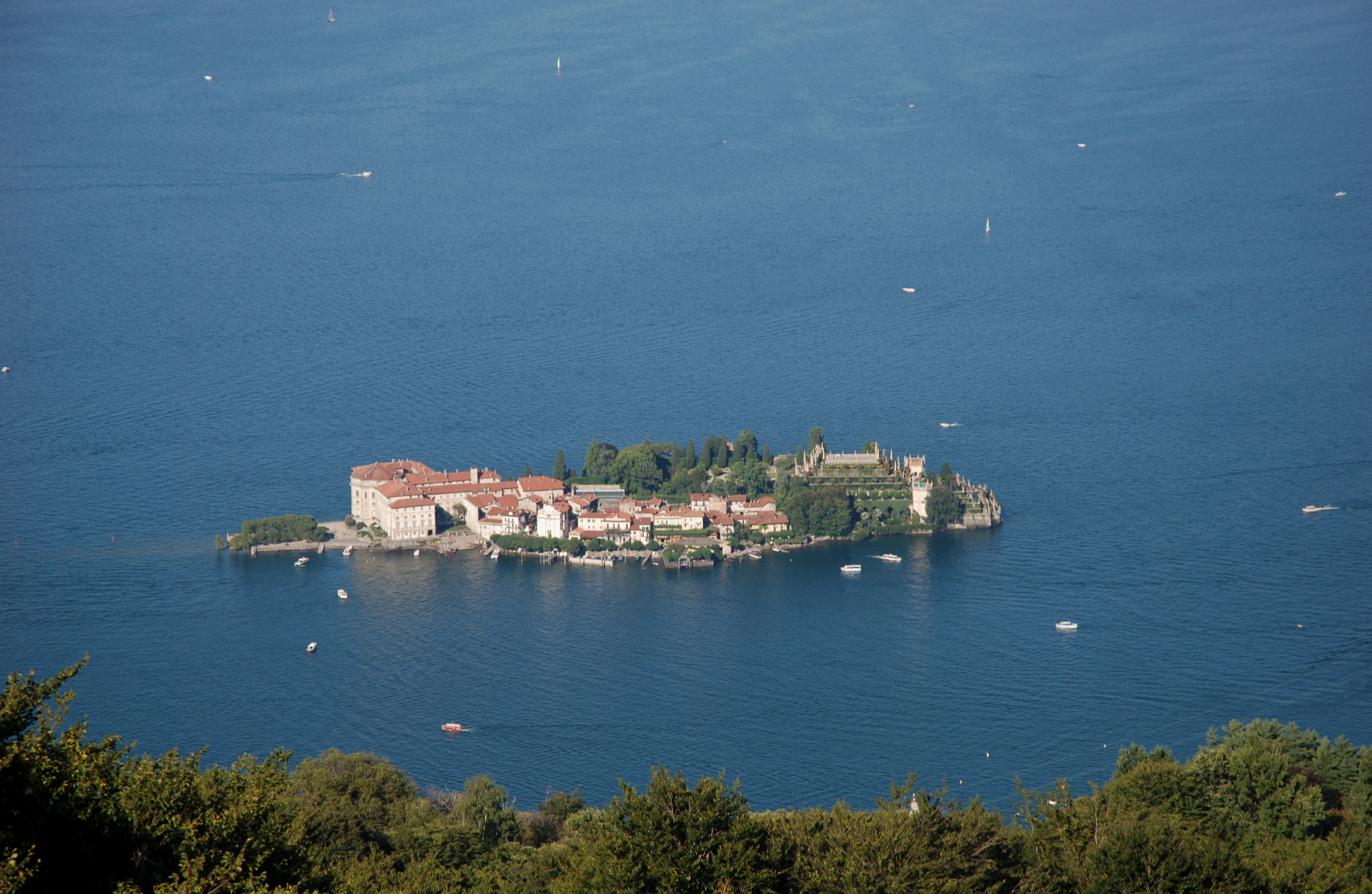
Isola Bella island as seen from Mount Mottarone, standing between Lake Maggiore and Lake Orta, near Stresa.
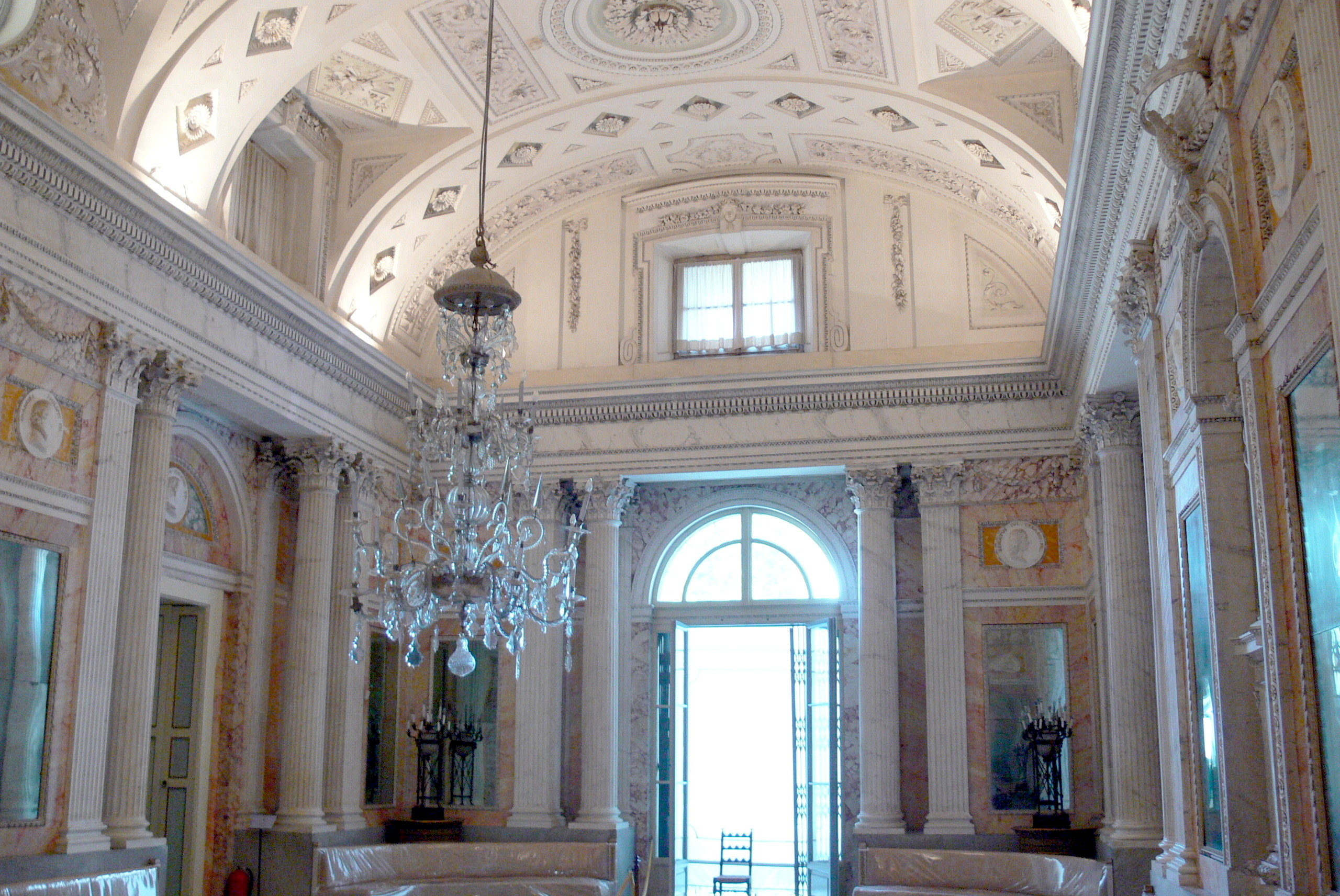
Isola Bella (Lago Maggiore). Borromean palace: Ballroom in Empire style.
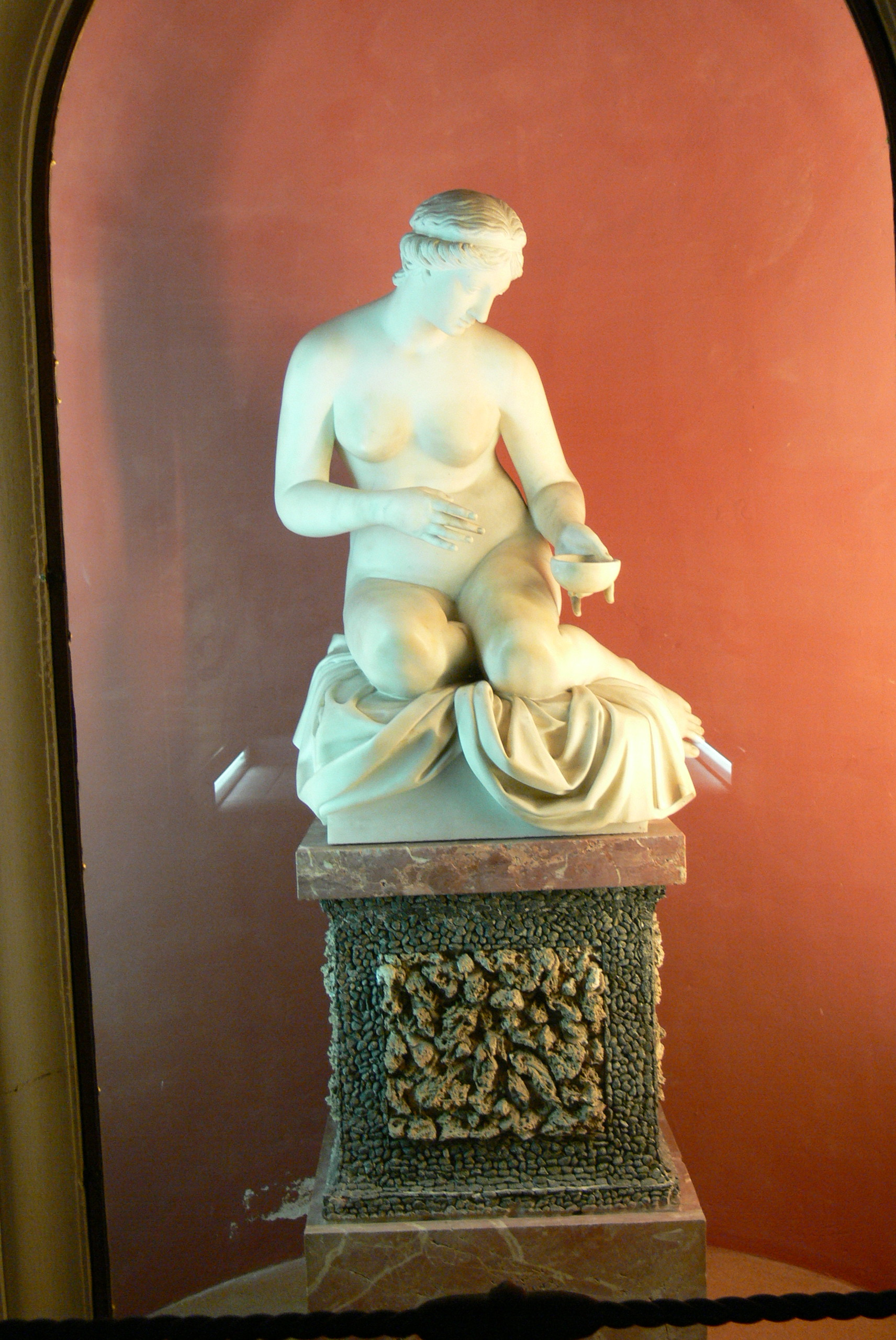
Статуя богині Геби в палаці Борромео

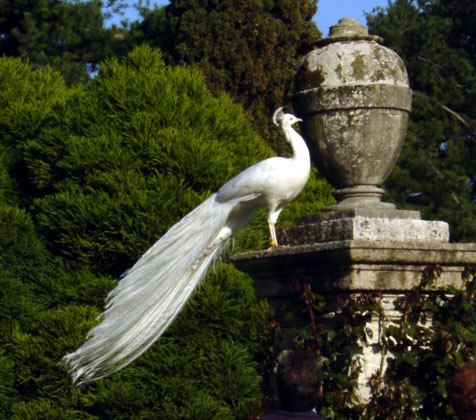
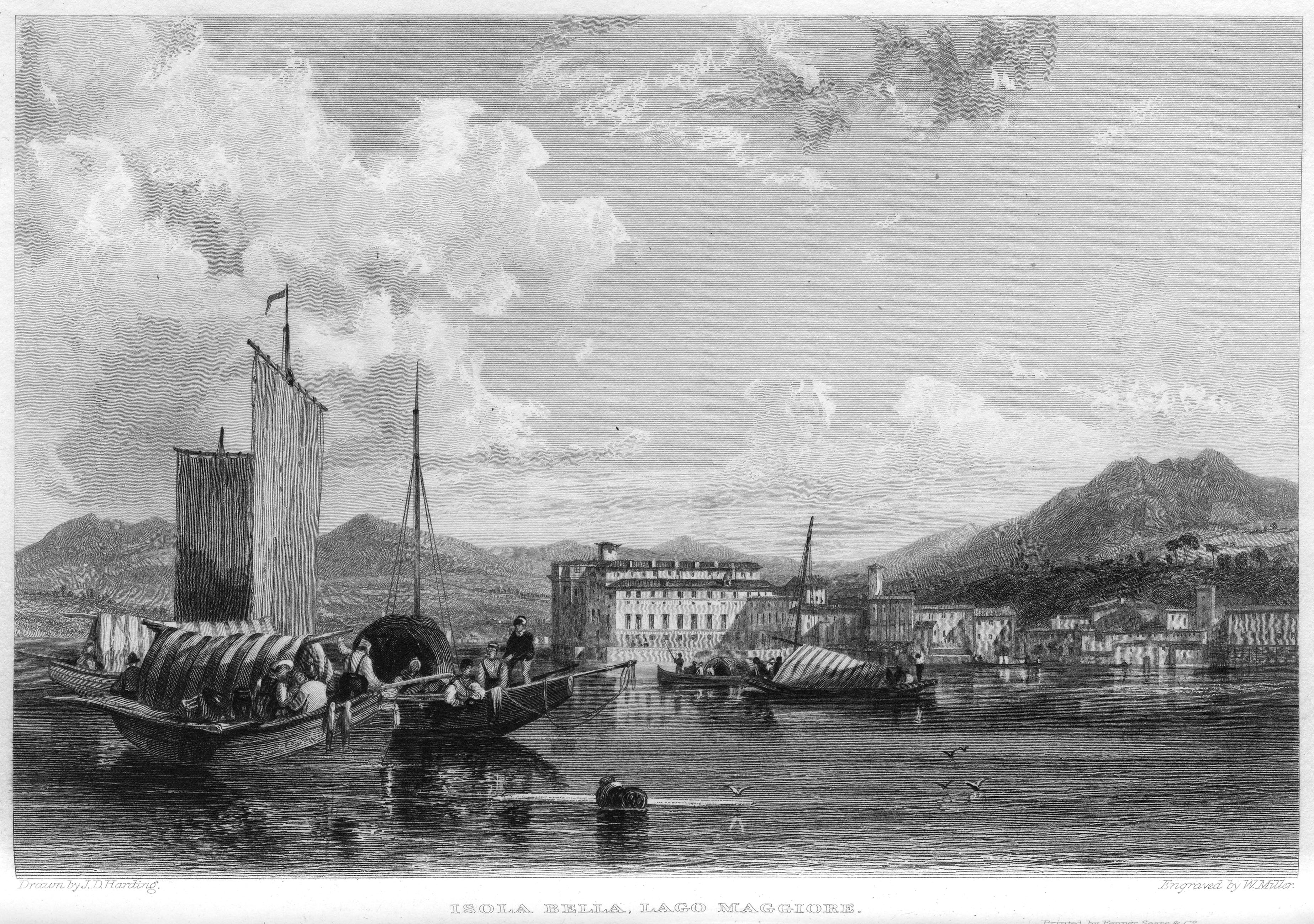
Isola Bella, Lago Maggiore engraving by William Miller after J. D. Harding